# Chiefland
Chiefland – miasto w Stanach Zjednoczonych, w stanie Floryda, w hrabstwie Levy.